# Saint-Erblon (Ille-et-Vilaine)
Saint-Erblon è un comune francese di 2 549 abitanti situato nel dipartimento dell'Ille-et-Vilaine nella regione della Bretagna.

## Società

### Evoluzione demografica
Abitanti censiti